# Indigofera conjugata
Espèce
Synonymes
- Indigofera conjugata var. schweinfurthii (Taub.) J.B. Gillett[2]

Indigofera conjugata est une espèce de plantes à fleurs de la famille des Fabaceae et du genre Indigofera, présente en Afrique tropicale.

## Description
C'est une plante vivace pyrophyte érigée atteignant 50 ou 60 cm, émergeant d'une souche ligneuse robuste,.

## Distribution
Répandue en Afrique tropicale, elle a été observée depuis la Guinée jusqu'en Éthiopie, également vers le sud, en Angola, en Zambie et en Tanzanie, à l'exception des zones à très fortes précipitations.

## Habitat
On la rencontre sur les pentes rocheuses savanicoles et les inselbergs. C'est une plante rudérale.

## Utilisation
Récoltée à l'état sauvage, I. conjugata est utilisée comme colorant, une source importante de la couleur indigo.

## Liste des variétés
Selon The Plant List (18 juin 2020) :
- variété Indigofera conjugata var. schweinfurthii (Taub.) J.B. Gillett
- variété Indigofera conjugata var. trimorphophylla (Taub.) J.B. Gillett

Selon Tropicos (18 juin 2020) (Attention liste brute contenant possiblement des synonymes) :
- variété Indigofera conjugata var. conjugata
- variété Indigofera conjugata var. occidentalis J.B. Gillett
- variété Indigofera conjugata var. schweinfurthii (Taub.) J.B. Gillett
- variété Indigofera conjugata var. trimorphophylla (Taub.) J.B. Gillett